# Aleksander Karol Lanfant
Aleksander Karol Lanfant SJ, (fra.) Alexander Charles Lanfant (ur. 9 września 1726 w Lyonie, zm. 2 września 1792 w Paryżu) – błogosławiony Kościoła katolickiego, męczennik, ofiara prześladowań antykatolickich okresu francuskiej rewolucji.
Aleksander Karol Lanfant w 1741 roku wstąpił do Towarzystwa Jezusowego. Śluby zakonne złożył w 1760 roku. Po sekularyzacji zakonu w 1768 roku, pełnił posługę kapłańską w Lotaryngii. W kolejnych latach przebywał na dworze cesarskim w Wiedniu, pełniąc obowiązki kaznodziei Marii Teresy Habsburg. Po powrocie do kraju, Ludwik XVI mianował go kaznodzieją królewskim. Odmówił złożenia przysięgi na konstytucję cywilną kleru. Aresztowany jako spowiednik króla, którą to funkcję pełnił w latach 1789–1791, pod zarzutem wywierania wpływu na monarchę. Zamordowany został przez tłum w opactwie Saint-Germain-des-Prés. Był jedną z 300 duchownych ofiar tak zwanych masakr wrześniowych.
Był autorem memuarów i ośmiu tomów kazań.
Dzienna rocznica śmierci jest dniem, kiedy wspominany jest w Kościele katolickim.
Aleksander Karol Lanfant znalazł się w grupie 191 męczenników z Paryża beatyfikowanych przez papieża Piusa XI 17 października 1926.